# HD 155500
HD 155500，又名BD+08 3367，SAO 122164、HR 6390，是一颗恒星，视星等为6.33，位于銀經28.6，銀緯25.73，其B1900.0坐标为赤經17h 6m 55.8s，赤緯+8° 25.73′ 59″。